# Mikkel Bødker
Mikkel Bødker, född 16 december 1989 i Brøndby, är en dansk före detta professionell ishockeyspelare. Han draftades som åttonde totalt av Phoenix Coyotes vid NHL Entry Draft 2008. Han spelade bland annat för San Jose Sharks, Colorado Avalanche, Arizona Coyotes och Ottawa Senators i National Hockey League (NHL).

## Spelarkarriär
Bødker flyttade i 15-årsåldern till Sverige där han spelade juniorhockey med Frölunda HC innan han senare fick debutera i Elitserien säsongen 2006-07.

### Arizona Coyotes
Mikkel Bødker valdes i första rundan som 8:e spelare totalt i NHL Entry Draft 2008 av Arizona Coyotes, vilket gör honom till den högst draftade danska ishockeyspelaren någonsin.
Bødker gjorde 213 poäng på 445 matcher med Coyotes mellan 2008 och 2016. Hans bästa säsong var 2013–14 när han gjorde 51 poäng varav 19 var mål.

### Colorado Avalanche
Inför trade-deadline 2016 tradades han till Colorado Avalanche för att hjälpa dem till slutspelet. Bødker spelade 18 matcher och gjorde 12 poäng under avslutningen av säsongen 2015–16 men Avalanche missade slutspelet.

### San Jose Sharks
Bødker skrev som free agent på ett fyraårskontrakt värt 16 miljoner dollar med San Jose Sharks den 2 juli 2016.

### Ottawa Senators
Den 19 juni 2018 tradades han till Ottawa Senators tillsammans med Julius Bergman och ett draftval i sjätte rundan 2020, i utbyte mot Mike Hoffman, Cody Donaghey och ett draftval i femte rundan 2020.

## Landslagskarriär
Bødker spelade VM för Danmark flera gånger, bland annat anslöt han till truppen under VM i Danmark 2018, när Sharks åkte ur Stanley Cup-slutspelet mot Vegas Golden Knights i andra rundan.
Under World Cup 2016 tog han också silver tillsammans med Lag Europa.

## Privatliv
Mikkel Bødker är bror till Mads Bødker. Han pryder även omslaget på ishockeyspelet NHL 10 i Danmark. 

## Statistik

### Klubbkarriär
| 2004–05    | Rødovre SIK         | DNK.2      | 1   | 0   | 1   | 1   | 0   | —  | — | —  | —  | —  |
| 2005–06    | Frölunda HC         | J18 Allsv  | 5   | 2   | 0   | 2   | 0   | 2  | 0 | 1  | 1  | 0  |
| 2005–06    | Frölunda HC         | J20        | 37  | 9   | 8   | 17  | 22  | 2  | 1 | 2  | 3  | 0  |
| 2006–07    | Frölunda HC         | J20        | 39  | 19  | 30  | 49  | 14  | 8  | 6 | 5  | 11 | 6  |
| 2006–07    | Frölunda HC         | SHL        | 2   | 0   | 0   | 0   | 0   | —  | — | —  | —  | —  |
| 2007–08    | Kitchener Rangers   | OHL        | 62  | 29  | 44  | 73  | 14  | 20 | 9 | 26 | 35 | 2  |
| 2008–09    | Phoenix Coyotes     | NHL        | 78  | 11  | 17  | 28  | 18  | —  | — | —  | —  | —  |
| 2009–10    | Phoenix Coyotes     | NHL        | 14  | 1   | 2   | 3   | 0   | —  | — | —  | —  | —  |
| 2009–10    | San Antonio Rampage | AHL        | 64  | 11  | 27  | 38  | 4   | —  | — | —  | —  | —  |
| 2010–11    | San Antonio Rampage | AHL        | 36  | 12  | 22  | 34  | 8   | —  | — | —  | —  | —  |
| 2010–11    | Phoenix Coyotes     | NHL        | 34  | 4   | 10  | 14  | 8   | 4  | 0 | 1  | 1  | 2  |
| 2011–12    | Phoenix Coyotes     | NHL        | 82  | 11  | 13  | 24  | 12  | 16 | 4 | 4  | 8  | 0  |
| 2012–13    | Lukko               | SM-l       | 29  | 21  | 12  | 33  | 10  | —  | — | —  | —  | —  |
| 2012–13    | Phoenix Coyotes     | NHL        | 48  | 7   | 19  | 26  | 12  | —  | — | —  | —  | —  |
| 2013–14    | Phoenix Coyotes     | NHL        | 82  | 19  | 32  | 51  | 20  | —  | — | —  | —  | —  |
| 2014–15    | Arizona Coyotes     | NHL        | 45  | 14  | 14  | 28  | 6   | —  | — | —  | —  | —  |
| 2015–16    | Arizona Coyotes     | NHL        | 62  | 13  | 26  | 39  | 10  | —  | — | —  | —  | —  |
| 2015–16    | Colorado Avalanche  | NHL        | 18  | 4   | 8   | 12  | 2   | —  | — | —  | —  | —  |
| 2016–17    | San Jose Sharks     | NHL        | 81  | 10  | 16  | 26  | 10  | 4  | 1 | 1  | 2  | 2  |
| 2017–18    | San Jose Sharks     | NHL        | 74  | 15  | 22  | 37  | 12  | 10 | 1 | 5  | 6  | 6  |
| 2018–19    | Ottawa Senators     | NHL        | 71  | 7   | 28  | 35  | 6   | —  | — | —  | —  | —  |
| 2019–20    | Ottawa Senators     | NHL        | 20  | 2   | 2   | 4   | 0   | —  | — | —  | —  | —  |
| 2020–21    | HC Lugano           | NL         | 51  | 18  | 17  | 35  | 18  | 4  | 0 | 0  | 0  | 4  |
| 2021–22    | HC Lugano           | NL         | 44  | 4   | 20  | 24  | 8   | —  | — | —  | —  | —  |
| 2022–23    | HV71                | SHL        | 41  | 5   | 6   | 11  | 8   | —  | — | —  | —  | —  |
| NHL totalt | NHL totalt          | NHL totalt | 709 | 118 | 209 | 327 | 116 | 34 | 6 | 11 | 17 | 10 |

### Internationellt
| År            | Lag           | Turnering     | Resultat      |    | Matcher | Mål | Assist | Poäng | Utv |
| ------------- | ------------- | ------------- | ------------- | -- | ------- | --- | ------ | ----- | --- |
| 2005          | Danmark       | U18-VM        | 10:a          | 6  | 1       | 1   | 2      | 6     |     |
| 2006          | Danmark       | U18-VM        | 13:e          | 5  | 2       | 2   | 4      | 4     |     |
| 2006          | Danmark       | JVM           | 14:e          | 5  | 1       | 3   | 4      | 2     |     |
| 2007          | Danmark       | U18-VM        | 11:a          | 5  | 4       | 7   | 11     | 4     |     |
| 2007          | Danmark       | JVM           | 11:a          | 5  | 1       | 0   | 1      | 14    |     |
| 2008          | Danmark       | JVM           | 10:a          | 6  | 2       | 4   | 6      | 2     |     |
| 2009          | Danmark       | VM            | 13:e          | 6  | 3       | 1   | 4      | 4     |     |
| 2011          | Danmark       | VM            | 11:a          | 6  | 3       | 1   | 4      | 2     |     |
| 2013          | Danmark       | VM            | 12:a          | 7  | 0       | 3   | 3      | 0     |     |
| 2014          | Danmark       | VM            | 13:e          | 7  | 2       | 2   | 4      | 2     |     |
| 2016          | Danmark       | OGQ           | DNQ           | 3  | 1       | 1   | 2      | 4     |     |
| 2016          | Lag Europa    | WCH           | 2             | 2  | 0       | 0   | 0      | 0     |     |
| 2018          | Danmark       | VM            | 10:a          | 4  | 0       | 4   | 4      | 2     |     |
| 2019          | Danmark       | VM            | 11:a          | 7  | 1       | 4   | 5      | 2     |     |
| 2021          | Danmark       | VM            | 12:a          | 3  | 0       | 4   | 4      | 0     |     |
| 2021          | Danmark       | OGQ           | Q             | 3  | 0       | 0   | 0      | 0     |     |
| 2022          | Danmark       | OS            | 7:a           | 5  | 1       | 1   | 2      | 0     |     |
| Junior totalt | Junior totalt | Junior totalt | Junior totalt | 26 | 9       | 13  | 22     | 30    |     |
| Senior totalt | Senior totalt | Senior totalt | Senior totalt | 53 | 11      | 21  | 32     | 16    |     |